# Allt na Cille
Allt Na Cille (auch Alt na Cille, Allt port na Cullaidh, Elgol oder Strathaird estate genannt) ist ein „rock-cut“-Souterrain nördlich von Glasnakille bei Elgol auf der Isle of Skye in den Highlands in Schottland. Bei Souterrains wird zwischen „earth-cut“, „rock-cut“, „mixed“, „stone built“ und „wooden“ Souterrains unterschieden. Souterrains kommen in der Regel im Zusammenhang mit eisenzeitlichen Strukturen vor. Mehr als 500 wurden in Schottland lokalisiert. Etwa 20 davon liegen auf Skye. 
Ausgrabungen in der 1997 entdeckten Galerie erbrachten ein Webgewicht und Holzkohle. Die Bodenanalyse ergab Belege für Eichen, Erlen, Haselnuss, Weiden, sechsreihige Gerste (Hordeum vulgare) und Persicaria lapathifolia (Ampfer-Knöterich).
In der Nähe steht der gleichnamige Menhir ().
Allt na Cille ist auch der Name eines Flusses auf der Isle of Mull in Argyll and Bute.
Dun Grugaig ist ein Dun auf einer durch Erosion bedrohten Landzunge in Glasnakille.